# 1996年夏季残疾人奥林匹克运动会捷克代表团
1996年夏季残疾人奥林匹克运动会捷克代表团是捷克派出的1996年夏季残疾人奥林匹克运动会代表团。获得2枚金牌、7枚银牌和1枚铜牌。